# Рокачино
Рокачино (рос. Рокачино) — присілок в Пустошкинському районі Псковської області Російської Федерації.
Населення становить 14 осіб. Входить до складу муніципального утворення Пригородна волость.

## Історія
Від 2015 року входить до складу муніципального утворення Пригородна волость.

## Населення
| 2002 | 2010 |
| ---- | ---- |
| 12   | ↗14  |